# Landwind X5
La Landwind X5 è un'autovettura prodotta dalla casa automobilistica cinese Landwind dal 2013.

## Descrizione

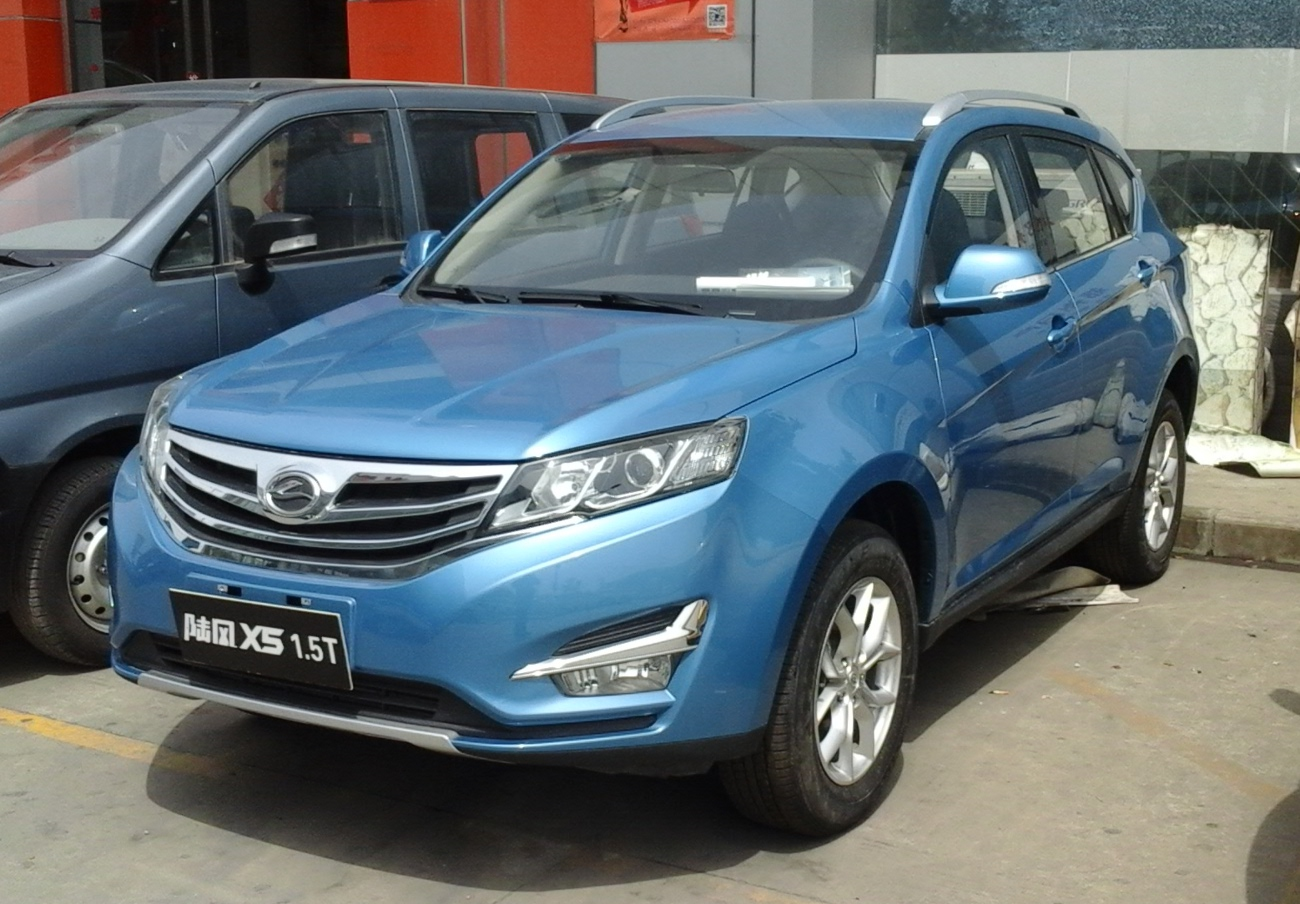
Landwind X5 Plus

Il veicolo (nome in codice E31) è stato presentato al pubblico per la prima volta al Salone dell'Auto di Guangzhou 2012, con il lancio sul mercato automobilistico cinese avvenuto nel gennaio 2013.
Nel 2017 è stata sottoposta ad un pesante restyling di metà carriera, che ha coinvolto principalmente il design del frontale, venendo chiamata Landwind X5 Plus.

## Motorizzazioni
La Landwind X5 è alimentata da due motori a benzina a quattro cilindri in linea sovralimentati mediante turbocompressore da 1,5 litri con 110 kW (150 CV) e da 2,0 litri da 140 kW (190 CV) e 250 Nm, già utilizzati anche sulla più grande Landwind X7. 
Dall'inizio del 2014 la motorizzazione da 2,0 litri è disponibile anche con cambio automatico a 8 rapporti. La trazione può essere solo anteriore oppure in opzione e in base all'allestimento anche integrale.